# Vernamiège
Vernamiège est une ancienne commune suisse du canton du Valais, située dans la commune de Mont-Noble.

## Géographie

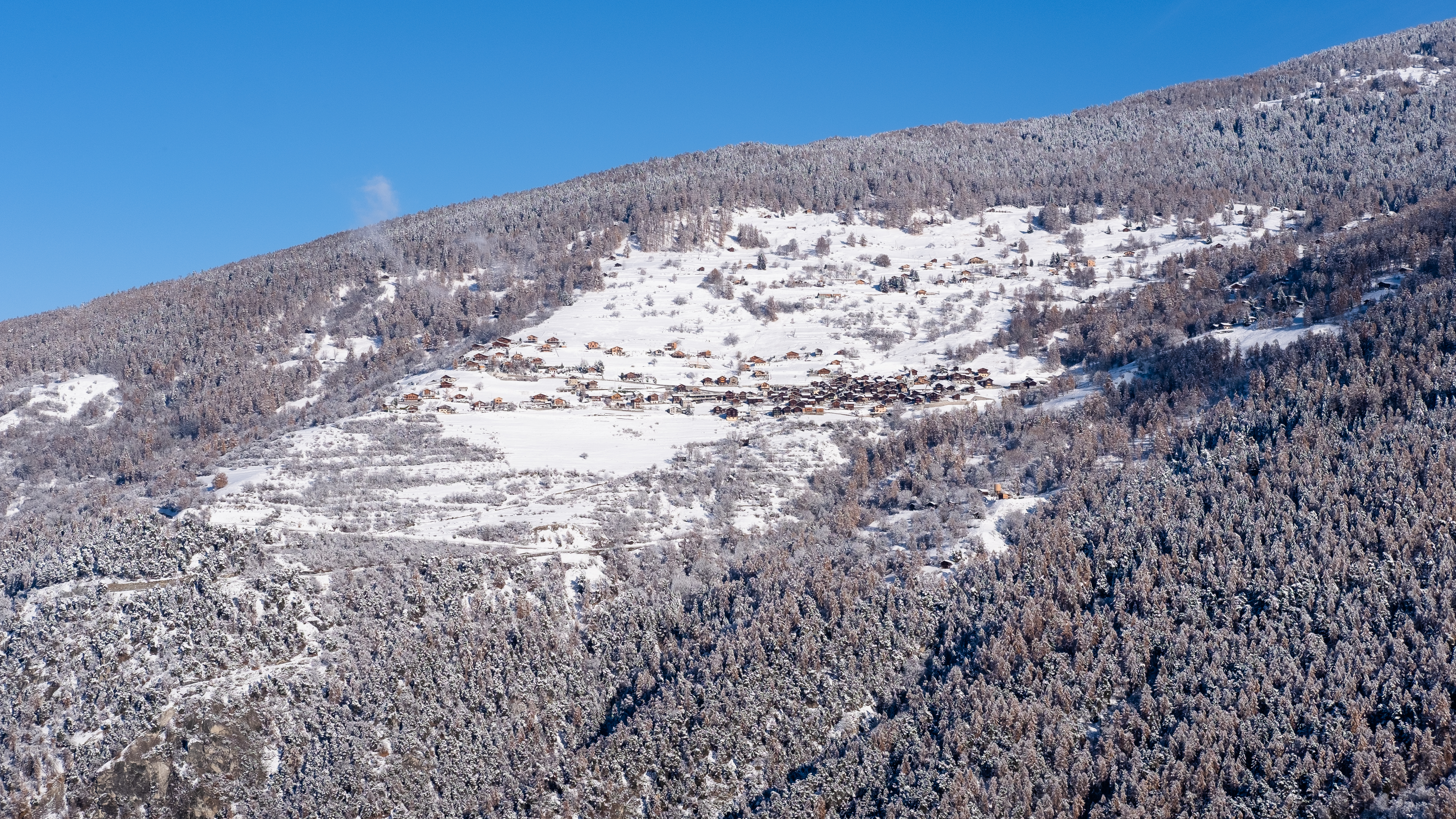
Vernamiège vu depuis Vex en décembre 2022.

L'un des principaux affluents de la Borgne, le Faran y coule.

## Histoire

Photo aérienne prise en 1955.

Malgré le nouveau statut des communes dès 1848, Vernamiège reste jusqu'en 1878 un territoire de l'évêché de Sion d'où la crosse de l'évêque sur l'ancien écusson aujourd'hui encore employé pour la Bourgeoisie. La catastrophe de l'église de Nax en 1909 (22 morts pour Nax, 9 pour Vernamiège et quelque 50 blessés plus ou moins graves (source M. Melly, l'un des survivants[source insuffisante])) incite les autorités à construire une église sur le site de l'ancienne chapelle Saint-Antoine à Vernamiège, elle sera inaugurée en 1913.
Sous la présidence d'Anselme Pannatier (1955-1964), Vernamiège subit une grande transformation (installation des égouts et goudronnage des routes au village, captation d'eau potable, commencement de la route forestière ainsi que la route d'Erbio). Ses successeurs ont poursuivi son œuvre. Entre autres, André Jacquod (remaniement parcellaire des vignes d'Erbio et remaniement parcellaire au village, et la route forestière arrive à son terme, Pralovin) puis son épouse Simone. Actuellement, un remaniement est en cours dans les Mayens.
Autres particularités de cette ancienne commune, le couvert de Prarion employé pour diverses fêtes communales et privées, le plan des Gouilles et son lac avec place pour grillades et pique-nique à 5 kilomètres du village, le chemin de Croix et l'oratoire Notre-Dame de Fatima, la forêt du Ban et ses mélèzes étant parmi les plus vieux d'Europe (deux d'entre eux ont été sciés et transportés à l'exposition nationale de Lausanne en 1964). Le site de la clairière de Pralovin jouit d'une vue exceptionnelle sur la plaine du Rhône. En souvenir de l'ancienne commune, la nouvelle fontaine du Faran affiche la date de la première notation de Vernamiège répertoriée dans les archives, 1203, ainsi que la date de la dernière année de la commune, 2010.

### Fusion
Le 7 septembre 2008, les citoyens de la commune acceptent le projet de fusion avec les communes de Nax et Mase. Après acceptation par le Grand Conseil valaisan, la nouvelle commune nommée Mont-Noble voit le jour le 1er janvier 2011. Son ancien numéro OFS est le 6088.

## Population et société

### Surnom
Les habitants de la localité sont surnommés les Mocoques, soit ceux qui laissent couler la morve en patois valaisan.

### Démographie
Vernamiège compte 189 habitants au 31 décembre 2009, avant sa fusion en 2011.
Évolution de la population de Vernamiège entre 1850 et 2022,
Pour des raisons techniques, il est temporairement impossible d'afficher le graphique qui aurait dû être présenté ici.

### Sport
Depuis plus de 20 ans, la course pédestre « la petite trotte de Vernamiège » est organisée sous le slogan « Boit qui veut, cours qui peut ».

## Tourisme
Vernamiège fait partie de la région du Mont Noble, qui comprend un domaine skiable composé de 35 kilomètres de pistes.
Vernamiège a, depuis quelques années, ouvert dans l'ancienne laiterie à l'entrée du village, un musée consacré au lait ainsi qu'aux costumes traditionnels.

## Personnalités
Mgr le Cardinal Henri Schwery (1932- +2021), ancien évêque de Sion, avait son chalet à Vernamiège.
Sont originaires de Vernamiège : la skieuse Sylviane Berthod ainsi que le footballeur, ancien joueur du FC Sion et maintenant au FC Lucerne, Daniel Follonier.
Anselme Pannatier (1931-2021), ancien président de Vernamiège (1955-1964), ancien chef de Service de l'enseignement primaire au DIP (Département de l'instruction publique) de 1971 à 1996, colonel de l'Armée Suisse et président du comité d'organisation de la venue du Pape Jean-Paul II pour l'étape de Sion lors de sa visite en Suisse en 1984.

### Fonds d'archives
- Fonds : Vernamiège, Commune (1328-20e siècle) [10,20 mètres].  Cote : CH AEV, AC Vernamiège. Sion : Archives de l'État du Valais (présentation en ligne).
- Fonds : Vernamiège, Paroisse (1300-20e siècle) [0,75 mètre].  Cote : CH AEV, AP Vernamiège. Sion : Archives de l'État du Valais (présentation en ligne).